# Hattrick (online hra)
Hattrick je webová počítačová hra, ve které hráč vede svůj vlastní fotbalový tým. K provozování je potřeba připojení k internetu a internetový prohlížeč. Hraní probíhá na internetové stránce www.hattrick.org. V roce 2015 hrálo Hattrick 350 000 uživatelů,  v České republice kolem 7 tisíc.
Hattrick je dostupný v 53 jazycích včetně češtiny. Momentálně je v České republice k dispozici 4776 týmů k dispozici z čehož je 4680 aktivní.

## Základy hry
Po registraci na stránkách Hattricku je uživatel zařazen do pořadníku a čeká na přidělení svého týmu. Po několika minutách je hráči tým přidělen a on se může přihlásit a začít hrát. Ze začátku jsou uživateli zadávány různé úkoly, plněním těchto úkolů se postupně učí základům hry. Po splnění všech úkolů získá uživatel tzv. Licenci manažera.
Ve hře se hráč stará o fotbalový tým – kupuje a prodává hráče, trénuje je, nastavuje taktiku pro zápasy, staví stadion, stará se o ekonomiku atd. V Hattricku se zápasy hrají dvakrát týdně – v sobotu liga a ve středu pak pohárové nebo přátelské utkání, avšak v každé zemi jsou termíny zápasů jiné.

## Historie a vývoj
Hra Hattrick byla poprvé spuštěna 30. srpna 1997 ve Švédsku. Jejím hlavním tvůrcem a původním designérem byl Björn Holmér. Hra vznikla jako textový fotbalový manažer, kde hráči trénují svůj tým, spravují finance a soutěží v ligovém systému proti jiným uživatelům.
První verze Hattricku byla určena pouze pro švédské uživatele a běžela na nekomerčním základě. Díky rostoucímu zájmu byla v roce 1999 založena společnost Extralives AB, která převzala vývoj a začala hru rozšiřovat do dalších jazykových verzí a států.
V roce 2000 byla spuštěna mezinárodní verze a o rok později přibyla také česká liga. V následujících letech se Hattrick stal jednou z největších online sportovních her na světě – v roce 2009 dosáhl vrcholu s více než 1 milionem aktivních uživatelů.

## Systém soutěží

### Liga
V každé lize je 8 týmů a každý s každým hraje v sezóně dvakrát - dohromady 14 kol.
Jednotlivé soutěže se označují římským číslem, které označuje ligovou úroveň následuje tečka a za ní pak arabské číslo označující jednotlivé soutěže v každé úrovni.
Počet ligových úrovní se může stát od státu lišit, základní struktura je však vždy stejná. První liga je vždy jenom jedna se specifickým názvem v každé zemi. Dále se počet soutěží v jednotlivých ligových úrovních násobí čtyřmi. Takže ve druhé ligové úrovni jsou 4 soutěže, ve třetí úrovni pak 16, ve čtvrté 64 atd.
Následující tabulka znázorňuje, jak to momentálně vypadá v České republice:
- 1.Liga
- Liga II (4 soutěže)
- Liga III (16 soutěží)
- Liga IV (64 soutěží)
- Liga V (256 soutěží)
- Liga VI (1024 soutěží)

Od šesté ligové úrovně níže se velikost lig vždy ob jednu ligovou úroveň zdvojnásobí. Je tedy 1024 soutěží v úrovni VI a VII, 2048 v úrovních VIII a IX, 4096 v úrovni X a XI atd. Jakmile jsou naplněny všechny ligy aktivními uživateli, počet ligových úrovní se v dané zemi rozšíří o další úroveň.

Sezóna trvá vždy 16 týdnů - 14 ligových kol, potom se hrají kvalifikační zápasy a poslední týden je bez soutěžních zápasů.

#### Postupy a sestupy
| Pozice | Výsledek v I. lize                       | Ligy II., III., IV., V.                  | Liga VI.                                 | Liga VII. a nižší (lichá)                | Liga VIII. a nižší (sudá)                |
| ------ | ---------------------------------------- | ---------------------------------------- | ---------------------------------------- | ---------------------------------------- | ---------------------------------------- |
| 1.     | Národní mistr                            | Automatický postup nebo kvalifikace      | Automatický postup nebo kvalifikace      | Automatický postup                       | Automatický postup                       |
| 2.     |                                          |                                          |                                          | Automatický postup                       |                                          |
| 3.     | Tým zůstává ve své stávající lize        | Tým zůstává ve své stávající lize        | Tým zůstává ve své stávající lize        | Tým zůstává ve své stávající lize        | Tým zůstává ve své stávající lize        |
| 4.     | Tým zůstává ve své stávající lize        | Tým zůstává ve své stávající lize        | Tým zůstává ve své stávající lize        | Tým zůstává ve své stávající lize        | Tým zůstává ve své stávající lize        |
| 5.     | Kvalifikace (kromě nejnižší ligy)        | Kvalifikace (kromě nejnižší ligy)        |                                          |                                          |                                          |
| 6.     | Kvalifikace (kromě nejnižší ligy)        | Kvalifikace (kromě nejnižší ligy)        |                                          |                                          |                                          |
| 7.     | Automatický sestup (kromě nejnižší ligy) | Automatický sestup (kromě nejnižší ligy) | Automatický sestup (kromě nejnižší ligy) | Automatický sestup (kromě nejnižší ligy) | Automatický sestup (kromě nejnižší ligy) |
| 8.     | Automatický sestup (kromě nejnižší ligy) | Automatický sestup (kromě nejnižší ligy) | Automatický sestup (kromě nejnižší ligy) | Automatický sestup (kromě nejnižší ligy) | Automatický sestup (kromě nejnižší ligy) |

### Pohár
Kromě ligy se v Hattricku hraje i pohár, určitý počet nejníže postavených týmů se poháru neúčastní. Poháru se může zúčastnit maximálně 32768 týmů, podle počtu ligových úrovní v dané zemi. Poháru se může zúčastnit pouze tým v šesté nebo vyšší úrovně, nižší ligy mají své vlastní poháry. Pohárové zápasy se hrají ve středu a první kolo se hraje vždy v týdnu před prvním ligovým kolem. Po vyřazení z poháru si může každý tým domluvit přátelské utkání, které se hrají také ve středu (V případě domluvení přátelského utkání v zahraničních státech, se datum a čas volí podle domácího státu a jeho standardní doby pro odehrání přátelského utkání, v ČR středa 14.00).
Od sezony 54 existují nižší poháry, do kterých se sestupuje z hlavního poháru.

## Svět
V současnosti se Hattrick hraje ve 128 zemích a k dispozici je více než 50 jazykových verzí včetně české. Nejvíce týmů je v Evropě.

### Reprezentace
Každá země má své národní mužstvo a národní mužstvo do 21 let. Národní týmy hrají Mistrovství světa, které začíná kvalifikací. Z kvalifikace postoupí do vyřazovacích kol 32 týmů. Mistrovství světa národních týmů a MS do 21 let se pravidelně každou sezónu střídají.

### Hattrick Masters
Hattrick Masters je turnaj těch nejlepších týmů světa Hattricku. Soutěže se účastní pouze vítězové první ligy a poháru každé země. Pokud ligu a pohár vyhrál stejný tým, zúčastní se turnaje pouze on.

## Další možnosti

### Fanoušek Hattricku
Hattrick je zadarmo, ale lze objednat placenou službu tzv. Fanouška Hattricku, který dělá hru atraktivnější. Manažer může například vydávat tisková prohlášení nebo navrhnout vlastní sadu dresů. V samotné hře však Fanoušek Hattricku manažera nijak nezvýhodňuje.

### Mobil
Za tzv. Hattrick kredity, které si musí uživatel předem koupit, lze objednat např. sledování určitého zápasu. Systém uživateli automaticky pošle pomocí SMS zprávy aktuální výsledek utkání.

### CHPP aplikace
Pro Hattrick vzniká hodně různých podpůrných programů a internetových stránek, většina těchto aplikací je zdarma. Zkratkou CHPP (Certified Hattrick Product Provider) se označují všechny tyto aplikace, které byly oficiálně autorizovány. Mezi CHPP aplikace patří např. asistenti manažera, prohlížeče zápasů nebo různé statistické weby.

## Ostatní

### Pracovníci Hattricku
Každá země má své pracovníky, kteří se podle zaměření odlišují různými předponami před přezdívkou.

#### Druhy pracovníků
HTJe jich jenom pár a jsou to ti nejhlavnější, starají se převážně o vývoj hry.
GMStarají se o vyřizování registrací a další nutné věci. V každé zemi je jich několik.
LAPřekladatelé Hattricku.
ModModerují konference a starají se o jejich přehlednost a dodržování pravidel. V České republice jejich úlohu mají GMs.
CHPPVyřizují věci spojené s CHPP aplikacemi. Je jich velmi málo.
HPEEditoři Hattrick Pressu.

### Konference
Na konferencích mohou manažeři diskutovat, ptát se nebo řešit různé problémy.

### Historie
Hattrick vznikl ve Švédsku v roce 1997.